# Tohtaanjärvi
Tohtaanjärvi är en sjö i kommunen Gustav Adolfs i landskapet Päijänne-Tavastland i Finland. Sjön ligger 118,5 meter över havet. Arean är 57 hektar och strandlinjen är 7,29 kilometer lång. Sjön  ingår i Kymmene älvs huvudavrinningsområde.   Den ligger omkring 83 km norr om Lahtis och omkring 180 km norr om Helsingfors.  